# Monterrey
Monterrey è una città di 1 130 960 abitanti (area metropolitana 4 150 000 abitanti per 4000 km²) del Messico nord-orientale, capoluogo dello Stato del Nuevo León. Conosciuta come la Città delle Montagne e Sultana del Norte, al censimento del 2020 risulta essere la nona città del Messico per popolazione, ma la sua area metropolitana è la seconda del paese dopo Città del Messico.
Moderno centro industriale e commerciale situato ai piedi della Sierra Madre Orientale, Monterrey fu fondata da Diego de Montemayor nel 1596.

## Geografia fisica

### Clima
Monterrey ha un clima subtropicale umido, con inverni miti ed estati lunghe e calde.
| Monterrey          | Mesi | Mesi | Mesi | Mesi | Mesi | Mesi | Mesi | Mesi | Mesi | Mesi | Mesi | Mesi | Stagioni | Stagioni | Stagioni | Stagioni | Anno |
| Monterrey          | Gen  | Feb  | Mar  | Apr  | Mag  | Giu  | Lug  | Ago  | Set  | Ott  | Nov  | Dic  | Inv      | Pri      | Est      | Aut      | Anno |
| ------------------ | ---- | ---- | ---- | ---- | ---- | ---- | ---- | ---- | ---- | ---- | ---- | ---- | -------- | -------- | -------- | -------- | ---- |
| T. max. media (°C) | 19   | 23   | 26   | 30   | 32   | 34   | 35   | 34   | 31   | 27   | 24   | 20   | 20,7     | 29,3     | 34,3     | 27,3     | 27,9 |
| T. min. media (°C) | 8    | 10   | 13   | 17   | 20   | 22   | 23   | 22   | 21   | 17   | 13   | 9    | 9        | 16,7     | 22,3     | 17       | 16,3 |

## Storia
La storia della città di Monterrey e del suo Stato, il Nuevo León, sono strettamente legate. Quando venne fondato il Nuevo Reino de León, questo era limitato a Monterrey, Monclova, Cerralvo (capoluogo dell'omonimo municipio) e Saltillo, e le famiglie fondatrici formavano un gruppo di una trentina di persone in ogni località. Poco a poco, il Nuevo León si popolò con famiglie di pastori che combatterono e spostarono i gruppi degli indigeni nativi della regione e, più tardi, difesero quella che era divenuta la loro terra, dalle incursioni di altri gruppi nativi, chiamati Apache, cacciati a loro volta dai coloni texani e nordamericani.
Dopo la guerra tra Messico e Stati Uniti, la città rimase a un passo dal confine statunitense e diviene un luogo strategico per l'industria e il commercio tra i due Paesi. Monterrey, da sempre isolata dalla Sierra Madre e lontana dal centro della Nuova Spagna e dal Messico indipendente, dalla fine del XIX secolo e per tutto il XX secolo, è protagonista di un grande sviluppo demografico, sociale, politico ed economico.

## Società

### Religione
La città è sede arcivescovile cattolica e ospita un seminario interdiocesano.

## Infrastrutture e trasporti

### Metropolitana
La città è dotata di un servizio metropolitano, dotato di tre linee.

### Aeroporti
È anche servita anche dall'Aeroporto Internazionale General Mariano Escobedo.

## Amministrazione

### Gemellaggi
- Baghdad
- Barcellona
- Betlemme
- Bilbao
- Corpus Christi
- Dallas
- Dubai
- Dublino
- Hamilton[2]
- Iași
- Medellín
- Monterrei
- Orlando
- Rosario
- San Antonio
- Shenyang

## Sport
La città ha espresso la volontà di candidarsi per i Giochi olimpici estivi del 2020, candidatura poi non confermata.

### Calcio
La città è rappresentata nella Primera División de México dal Club de Fútbol Monterrey e il Tigres UANL.